# ネットプロテクションズ
株式会社ネットプロテクションズ（英: Net Protections, Inc.）は、東京都千代田区に本社を置き、与信、請求書発行、代金回収・督促、入金確認といった一連の請求業務をオートメーション化させる未回収リスク保証の後払い決済サービスを提供している日本の企業である。

## 事業
事業者向けサービス
- NP後払い - 通信販売（カタログ含む）向けの後払い決済サービス。
- NP後払いair - BtoCサービス向け後払い決済サービス。
- NP掛け払い - BtoB・企業間向け後払い決済サービス。
- atone（アトネ） - 個人向け会員制決済サービス。
- NPカード - 国際主要5大ブランド (VISA, MasterCard, JCB, American Express, Diners Club) すべてのクレジットカードの決済を一括導入。

購入者向けサービス
- NP後払い、atone利用者向けの会員制ポイントサービス。

メディア
- フフルルマガジン - モノとの出会いを通じて毎日に彩りを添えるウェブメディア。
- NP通信 - 通信販売のサイト運営をしている担当者を対象に情報を発信するコラムサイト。
- Think About - 未来の「会社づくり」を考えるウェブメディア。

## 沿革
- 2000年
  - 1月 -  会社設立。
- 2002年
  - 3月 - 「NP後払い」サービス提供開始。
- 2005年
  - 4月 - 財団法人日本情報処理開発協会よりプライバシーマークの使用許可を受ける。
- 2006年
  - 3月 -  第三者割当増資を行い、資本金3億2千5百万円に。
- 2007年
  - 3月 - 第三者割当増資を行い、資本金3億8千5百万円に。
- 2011年
  - 4月 - 法人向け決済「NP企業間決済」サービスを開始。
- 2013年
  - 9月 - ポイントプログラム「フフルルポイント」サービス提供開始。
- 2014年
  - 7月 - 「NP企業間決済」を「FREX B2B 後払い決済」に名称変更。
- 2015年
  - 7月 - 訪問型サービス向け「NP後払いair」サービス提供開始。
- 2016年
  - 1月 - 「NP後払い」年間流通額1,000億円突破。
  - 7月 - フフルルポイント会員数100万人を突破。
- 2017年
  - 4月 - 「NP後払い」累計利用者が1億人を突破。
  - 4月 - 「FREX B2B 後払い決済」を「NP掛け払い」に名称変更。

## 受賞実績
- 2013年
  - 2月 - 2013年版「働きがいのある会社」ランクイン
  - 3月 - 株式会社ジョブウェブ実施の調査「オススメのインターンシップ」ランクイン
  - 10月 - テクノロジー企業ランキングプログラム第11回「日本テクノロジーFast50」ランクイン
- 2014年
  - 2月 - 2014年版「働きがいのある会社」ランクイン
  - 10月 - 第12回「日本テクノロジーFast50」ランクイン
- 2015年
  - 1月 - ダイヤモンド経営者倶楽部2014年度「審査員特別賞」を受賞
- 2016年
  - 2月 - 2015年版「働きがいのある会社」ランクイン
- 2017年
  - 2月 - 2016年版「働きがいのある会社」ランクイン
  - 10月 - 2017年度ポーター賞を受賞
  - 11月 - 代表取締役社長（CEO）柴田紳がEYアントレプレナー・オブ・ザ・イヤー2017ジャパン「特別賞」を受賞

## 加盟団体
- 一般社団法人FinTech協会
- 一般社団法人新経済連盟
- 社団法人日本通信販売協会 (JADMA)
- オンラインショップマスターズクラブ
- 全国イーコマース協議会